# 406

## Události
- 31. prosinec – Vandalové, Svébové a Alani překročili zamrzlý Rýn a vtrhli do římské Galie.

## Narození
- Attila (možná) – pravděpodobněji však rok 395

## Hlavy států
- Papež – Inocenc I. (401–417)
- Východořímská říše – Arcadius (395–408)
- Západořímská říše – Honorius (395–423)
- Perská říše – Jazdkart I. (399–421)
- Vizigóti – Alarich I. (395–410)
- Vandalové – Godigisel (?–406)